# Jon Lilletun
Jon Lilletun (23. oktober 1945 i Vossestrand – 21. august 2006) var en norsk politiker (KrF). 
Før han ble fuldtidspolitiker arbejdede han blandt andet som handelsmand, kommunal ungdomskonsulent, kulturchef og tiltagskonsulent. Han var supleant til Stortinget i perioden 1981–1985, og blev valgt fra Vest-Agder i 1989. Lilletun var Kirke-, uddannelses- og forskningsminister i Regeringen Kjell Magne Bondevik I fra 1997 til 2000. Han var gennem flere af sine stortingsperioder KrFs repræsentant i kirke- og undervisningskomiteen, hvor han var leder fra 1993 til 1997.
Da Bondevik dannede sin anden regering i 2001 blev Lilletun parlamentarisk leder for KrF i Stortinget, en stilling han havde til han blev sygemeldt i 2005. 
Lilletun tog efter valget i 2005 fat på sin fjerde periode som stortingsrepræsentant for KrF fra Vest-Agder og han blev samtidig KrFs repræsentant i Stortingets præsidentskab, som vicepræsident i Lagtinget. 
Foråret 2005 gik han ud af politik på grund af sygdom, og Sigmund Kroslid mødte i hans sted. Jon Lilletun døde af kræft natten til mandag 21. august 2006 , efter længere tids sygdom, og han blev begravet fra Kristiansand Domkirke fredag 25. august og derefter begravet på Oddernes Kirkegård.

## Ekstern Henvisning
- Stortinget.no – Biografi